# Nayuta Mizuno
Nayuta Mizuno (水野那由太?, Mizuno Nayuta; Aichi, 24 aprile 1983) è un pilota motociclistico giapponese.

## Carriera
La sua carriera nel motociclismo è soprattutto nel campionato nazionale giapponese di velocità dova ha gareggiato in classe 125 nel 2006 e nel 2007. In quell'anno gli viene offerta anche la possibilità di debuttare nel motomondiale, mettendogli a disposizione una wild card per gareggiare nel GP del Giappone: disputa la gara della 125 a bordo di una Yamaha e giunge al traguardo in 20ª posizione, cosa che non gli permette di ottenere punti validi per la classifica mondiale. Nel 2008 è passato a gareggiare in classe 250 nel campionato nazionale giapponese.

## Risultati nel motomondiale
| 2007 | Classe | Moto   |  |  |  |  |  |  |  |  |  |  |    |  |  |  |    |  |  |  | Punti | Pos. |
| ---- | ------ | ------ |  |  |  |  |  |  |  |  |  |  | -- |  |  |  | -- |  |  |  | ----- | ---- |
| 2007 | 125    | Yamaha |  |  |  |  |  |  |  |  |  |  | NE |  |  |  | 20 |  |  |  | 0     |      |

| Legenda | 1º posto        | 2º posto            | 3º posto            | A punti      | Senza punti        | Grassetto – Pole position Corsivo – Giro più veloce |
| Legenda | Gara non valida | Non qual./Non part. | Ritirato/Non class. | Squalificato | '-' Dato non disp. | Grassetto – Pole position Corsivo – Giro più veloce |